# Bernardo Canaccio
Bernardo Canaccio (Bologna, 1297 – dopo il 1357) è stato un poeta italiano.

## Biografia
Figlio di tal Arpinello detto Canaccio, che era componente della famiglia degli Scannabecchi, appartenente ai ghibellini. All'età di due anni la famiglia fu esiliata e si trasferì a Verona, dove Bernardo e il fratello Guglielmo frequentarono gli Scaligeri e probabilmente conobbero Dante che fu a Verona dal 1313 al 1319. In seguito nel 1319-20 Bernardo fu allievo di Dante che era ospite dei da Polenta a Ravenna.
Si sa che il 26 agosto del 1356, era a Ravenna ad assistere alla lettura del testamento di sua moglie Sara da Camposampiero. Fu anche podestà di Vicenza.
Un sonetto anonimo gli attribuisce l'epigrafe che si trova sul sepolcro di Dante a Ravenna.
L'episodio è citato da Boccaccio nella sua Vita di Dante.